# حديقة كهوف كارتشنر العامة
حديقة كهوف كارتشنر العامة (بالإنجليزية: Kartchner Caverns State Park)‏؛ هي مجموعة من الكهوف التي تقع في مقاطعة كوتشايز في الولايات المتحدة. وهي إحدى الحدائق العامة في ولاية أريزونا.

## السياحة
تعد «حديقة كهوف كارتشنر العامة» إحدى مواقع الجذب السياحي في مقاطعة كوتشايز في ولاية أريزونا الأمريكية.